# Cantone di Saint-Martin-de-Ré
Il Cantone di Saint-Martin-de-Ré era una divisione amministrativa dell'arrondissement di La Rochelle.
A seguito della riforma approvata con decreto del 27 febbraio 2014, che ha avuto attuazione dopo le elezioni dipartimentali del 2015, è stato soppresso.

## Composizione
Comprendeva i comuni di:
- Le Bois-Plage-en-Ré
- La Flotte
- Rivedoux-Plage
- Sainte-Marie-de-Ré
- Saint-Martin-de-Ré